# Титулеску, Николае
Николае Титулеску (рум. Nicolae Titulescu; 4 марта 1882, Крайова — 17 марта 1941, Канны) — румынский дипломат, в разное время министр финансов и иностранных дел демократии, а также в течение двух сроков президент Генеральной Ассамблеи Лиги Наций (1930-1932).

## Образование
Родился в городе Крайова, сын адвоката. После окончания с отличием в 1900 годe средней школы в Крайове, он изучал право в Париже, получив учёную степень. В 1905 году Титулеску вернулся в Румынию, работал профессором права в Ясском университете, а в 1907 году переехал в Бухарест.

## Политическая карьера
После румынских выборов 1912 года, стал депутатом Консервативно-демократической партии во главе с Таке Ионеску, а через пять лет членом правительства Брэтиану как министр финансов.
Летом 1918 года вместе с другими выдающимися румынами (Таке Ионеску, Октавиан Гога, Траян Вуя, Константин Миле), Титулеску формирует в Париже Национальный румынский комитет.
С 1927 по 1928 год был министром иностранных дел.
Начиная с 1921 года занимал должность постоянного представителя Румынии в Лиге Наций в Женеве. Он дважды избирался президентом этой организации (в 1930 и 1931 годах). На этом посту выступал за сохранение стабильных границ путём поддержания мира между государствами, уважение суверенитета и равенство всех наций в международном сообществе, коллективную безопасность, а также предотвращение агрессии.

## Изгнание и смерть
В 1936 году король Кароль II уволил Титулеску со всех официальных постов, попросив его покинуть страну. Он поселился сначала в Швейцарии, затем переехал во Францию. Находясь в ссылке, Титулеску продолжал путём проведения конференций и газетных статей пропагандировать идею сохранения мира. Вернулся в Румынию в ноябре 1937 года, частично благодаря усилиям Юлиу Маниу.
В 1937 году вновь уехал из Румынии и нашёл убежище во Франции. Умер в 1941 году в Каннах после продолжительной болезни. В своем завещании он просил похоронить его в Румынии.
В 1989 году, после падения коммунистического правительства Румынии во время румынской революции, последняя воля Титулеску стала возможной. 14 марта 1992 года его останки были перезахоронены на кладбище рядом с церковью Святого Николая в Брашове, после сложной юридической процедуры, организованной Жан-Полем Картероном, французским поверенным Титулеску.

## Память
- Именем дипломата назван Университет «Николае Титулеску» в Бухаресте.